# Азізов Емін Мікаїл-огли
Азізов Емін Мікаїл-огли (азерб. Əzizov Emin Mikayıl oğlu; нар. 29 грудня 1984, Імішлі, Імішлинський район, Азербайджанська РСР, СРСР) — азербайджанський борець вільного стилю, бронзовий призер чемпіонату Європи, володар Кубку світу, учасник Олімпійських ігор.

## Життєпис
Боротьбою почав займатися з 1996 року в Імішлі.
Виступав за спортивний клуб «MKT Araz» Баку. Тренер — Галіб Жугуров (з 1996), Ровшан Умудов (з 2006).
Чемпіон Азербайджану 2011 та 2012 років, бронзовий призер 2010 року.

## Спортивні результати на міжнародних змаганнях

### Виступи на Олімпіадах
| Змагання                    | Збірна      | Вагова категорія          | Місце |
| --------------------------- | ----------- | ------------------------- | ----- |
| Літні Олімпійські ігри 2008 | Азербайджан | вільна боротьба, до 66 кг | 12    |

### Виступи на Чемпіонатах Європи
| Змагання                         | Збірна      | Вагова категорія          | Місце  |
| -------------------------------- | ----------- | ------------------------- | ------ |
| Чемпіонат Європи з боротьби 2006 | Азербайджан | вільна боротьба, до 66 кг | 12     |
| Чемпіонат Європи з боротьби 2007 | Азербайджан | вільна боротьба, до 66 кг | 5      |
| Чемпіонат Європи з боротьби 2008 | Азербайджан | вільна боротьба, до 66 кг | Бронза |
| Чемпіонат Європи з боротьби 2012 | Азербайджан | вільна боротьба, до 66 кг | 9      |

### Виступи на Кубках світу
| Змагання                    | Збірна      | Вагова категорія          | Місце  |
| --------------------------- | ----------- | ------------------------- | ------ |
| Кубок світу з боротьби 2010 | Азербайджан | вільна боротьба, до 66 кг | Золото |
| Кубок світу з боротьби 2011 | Азербайджан | вільна боротьба, до 66 кг | 11     |

### Виступи на інших змаганнях
| Змагання                                     | Збірна      | Вагова категорія          | Місце  |
| -------------------------------------------- | ----------- | ------------------------- | ------ |
| Золотий Гран-прі з боротьби 2008             | Азербайджан | вільна боротьба, до 66 кг | Срібло |
| Золотий Гран-прі з боротьби 2009             | Азербайджан | вільна боротьба, до 66 кг | 20     |
| Золотий Гран-прі з боротьби 2010 (Баку)      | Азербайджан | вільна боротьба, до 66 кг | Срібло |
| Золотий Гран-прі з боротьби 2011 (Баку)      | Азербайджан | вільна боротьба, до 66 кг | 12     |
| Вогні Москви 2011                            | Азербайджан | вільна боротьба, до 66 кг | Срібло |
| Київський Міжнародний турнір з боротьби 2012 | Азербайджан | вільна боротьба, до 66 кг | 10     |
| Золотий Гран-прі з боротьби 2012 (Баку)      | Азербайджан | вільна боротьба, до 66 кг | Срібло |
| Кубок Тахті 2013                             | Азербайджан | вільна боротьба, до 74 кг | 13     |
| Меморіал Вацлава Циолковського 2013          | Азербайджан | вільна боротьба, до 74 кг | 8      |
| Золотий Гран-прі з боротьби 2013 (Баку)      | Азербайджан | вільна боротьба, до 74 кг | 8      |
| Турнір Яшара Догу 2014                       | Азербайджан | вільна боротьба, до 70 кг | Срібло |
| Турнір Алі Алієва 2014                       | Азербайджан | вільна боротьба, до 70 кг | 16     |
| Золотий Гран-прі з боротьби 2014 (Баку)      | Азербайджан | вільна боротьба, до 70 кг | Срібло |